# 丁岗镇
丁岗镇位于中國江苏省镇江市东部镇江新区，东临姚桥镇，南临辛丰镇，西临谏壁镇，北临大港镇。